# Дубраве Горње
Дубраве Горње су насељено мјесто у Босни и Херцеговини у општини Живинице које административно припада Федерацији Босне и Херцеговине.

## Становништво
| Националност       | 1991.          | 1981.          | 1971.          |
| Муслимани          | 1.777 (72,91%) | 1.688 (68,64%) | 1.533 (65,34%) |
| Хрвати             | 432 (17,72%)   | 705 (28,67%)   | 728 (31,03%)   |
| Срби               | 4 (0,16%)      | 14 (0,56%)     | 26 (1,10%)     |
| Југословени        | 83 (3,40%)     | 37 (1,50%)     | 30 (1,27%)     |
| остали и непознато | 141 (5,78%)    | 15 (0,61%)     | 29 (1,23%)     |
| Укупно             | 2.437          | 2.459          | 2.346          |